# Krasnyj Kudojar
Krasnyj Kudojar (ros. Красный Кудояр) – wieś (dieriewnia) w Rosji, w obwodzie lipieckim, w rejonie usmańskim. W 2010 liczyła 70 mieszkańców.